# Sonchus acaulis
Sonchus acaulis là một loài thực vật có hoa trong họ Cúc. Loài này được Dum.Cours. miêu tả khoa học đầu tiên năm 1811.